# Orange Julius
Orange Julius es una cadena estadounidense de tiendas de bebidas de frutas. Ha estado en el negocio desde finales de la década de 1920 y se destaca por una bebida en particular, también llamada Orange Julius. La bebida es una mezcla de hielo, jugo de naranja, edulcorante, leche, claras de huevo en polvo y aroma de vainilla, similar a un morir soñando o un Creamsicle de naranja.

## Historia
La bebida surgió de un puesto de jugo de naranja abierto en Los Ángeles, California, en 1926 por Julius Freed. Las ventas fueron inicialmente modestas, alrededor de $ 20 por día (equivalente a aproximadamente $ 290 en dólares de 2019 ). [4] En 1929, Bill Hamlin, el corredor de bienes raíces de Freed, desarrolló una mezcla que hizo que el jugo de naranja ácido le molestara menos en el estómago. El puesto de Freed comenzó a servir la bebida, que tenía una textura más cremosa y espumosa. Las ventas en el stand aumentaron sustancialmente después de la introducción de la nueva bebida, llegando a $ 100 por día.
Durante las décadas de 1950 y 1960, Orange Julius se vendió en una variedad de puntos de venta, incluidas ferias estatales y del condado y puestos independientes de Orange Julius. El puesto original también proporcionó tónicos medicinales y tratados bíblicos.
En 1967, Hamlin vendió Orange Julius a la corporación International Industries de Al Lapin Jr, que también es propietaria de International House of Pancakes ; The Original House of Pies y otros; hasta que IHOP lo vendió en la década de 1970.
Ahora tiene cientos de tiendas en centros comerciales de Estados Unidos y Canadá, en Singapur, Puerto Rico, Corea del Sur, Filipinas y Japón.
En 1987, International Dairy Queen compró la cadena Orange Julius. IDQ, una subsidiaria de Berkshire Hathaway, posee los derechos de todas las tiendas Orange Julius y ha ampliado la cadena para que sus bebidas se ofrezcan en muchas de sus tiendas Dairy Queen, llamadas Treat Centers .

## Marca y mascota
El Orange Julius fue la bebida oficial de la Feria Mundial de Nueva York de 1964 .
En la década de 1970 y principios de la de 1980, los puestos de bebidas de Orange Julius usaban la imagen de un diablo con una horquilla alrededor de una naranja, con el lema "Una buena bebida diabólica". La imagen del diablo se parecía a Sparky, la mascota de la Universidad Estatal de Arizona, y la compañía luego eliminó el logotipo y el eslogan después de las amenazas de una demanda de la asociación de exalumnos de ASU.
Durante un breve período a principios de la década de 1970, Orange Julius se expandió a los mercados del Reino Unido y Holanda, con un restaurante bastante grande en Golders Green, que vendía Julius Burgers, así como la clásica bebida de naranja, y un pequeño establecimiento en el centro de la ciudad de Ámsterdam. Sin embargo, esto había pasado a mediados de los 70.[cita requerida]